# ملبنة أخمصية
المُلَبِّنَةٌ الأَخْمَصِيَّة (باللاتينية: Lactobacillus plantarum) نوع من بكتيريا حمض اللبن موجود في العديد من المنتجات الغذائية المخمرة.